# 蔣鏞
蔣鏞（1768年—？），字聲永，湖北黃梅縣人，中國清朝官員。

## 生平
嘉庆三年戊午科举人，七年（1802年）壬戌科進士。嘉庆十一年（1806年）任福建福州府连江县知县，道光三年（1823年）任台湾府澎湖通判、道光九年（1829年）接替王衍慶，於台灣擔任台灣府海防兼南路理番同知。品等為正五品的該官職隸屬於台灣府，主管全台灣船政治安業務及台灣南路之台灣原住民事務，相當於副知府。

## 其他
澎湖通判全銜「臺灣府海防糧捕通判」，自雍正六年（1728年）設立，總計歷時160年，歷任106名官員。其中「進士」出身可考者的僅有梁樟、鄒承垣、蔣鏞、王廷幹四位；蔣鏞不僅為其中之一，同時亦是歷代出任澎湖通判一職最久的官員，長達十五年。